# Station Chaponval
Station Chaponval is een van de twee spoorwegstations in de Franse gemeente Auvers-sur-Oise. Het ligt aan de spoorlijn Pierrelaye - Creil, op kilometerpunt 30,895 van die lijn. Het andere is station Auvers-sur-Oise.
Het station wordt aangedaan door treinen van Transilien lijn H tussen Pontoise, Persan - Beaumont en Creil.

## Vorig en volgend station
| Richting | Vorig station | Lijn    | Volgend station | Richting                   |
| -------- | ------------- | ------- | --------------- | -------------------------- |
| Pontoise | Pont-Petit    | Trans H | Auvers-sur-Oise | Creil of Persan - Beaumont |